# Ahmedur Rashid Chowdhury
Ahmedur Rashid Chowdhury, mais conhecido como Tutul, é um editor e escritor bengali radicado na Noruega.
O escritor e editor nasceu em Sunamganj, Bangladesh, em 28 de março de 1973.
Como escritor, os trabalhos de Tutul foram publicados em vários jornais, revistas e blogs. Ele também publicou uma coleção de poesia intitulada Nil Boshe Shish Kate Thot  em 1995, em Daca, pela Agami Prokashoni Publishing House. Ele também contribuiu para uma comunidade de blog de escritores .

## O início como editor
Em 1990, Tutul publicou e editou a primeira edição de sua revista Shuddhashar (o nome significa "voz pura"), que logo se tornou uma plataforma para um grupo de jovens escritores. Em 2004, foi estabelecido por Tutul mais dois colegas a Shuddhashar Publishing House, com o slogan "Para inspirar, não impressionar". Shuddhashar tornou-se famoso por publicar escritores jovens e de pensamento livre e publicou cerca de 1000 livros. Em 2013 Shuddhashar foi agraciado com o prêmio Shahid Munir Chowdhury pela Bangla Academy (uma espécie de Academia de Letras de Bangladesh) por ter publicado muitos livros, alguns best-sellers, tornando-se uma das principais editoras do país.

## A perseguição contra a editora e seus escritores
Desde 2013, Bangladesh viu uma escalada de violência anti-secular, que o Estado não conseguiu abordar adequadamente, bem como um aumento nos ataques à liberdade de expressão. Em 2015, viram os assassinatos de quatro diferentes blogueiros - Avijit Roy, Washiqur Rahman, Ananta Bijoy Das e Niloy Chakrabarti -, três dos quais eram amigos e associados da Chowdhury -, bem como a de seu colega, Faisal Arefin Deepan.
Em 26 de fevereiro de 2015, o blogueiro Avijit Roy e sua esposa, Bonya Ahmed, foram atacados na rua, pouco depois de participar da cerimônia de publicação de livros Shuddhashar, na Feira anual de livros de Ekushey de Daca. Ahmed sobreviveu ao ataque, mas Roy morreu pouco depois.
Chowdhury também participou da feira do livro naquela semana, apresentando suas publicações mais recentes. No dia do assassinato de Avijit Roy, ele recebeu a primeira ameaça de morte através da sua conta no Facebook. Ele relata que sua imagem e a dos escritórios Shuddhashar foram postadas on-line, com a mensagem de que ele seria morto e que os escritórios de Shuddhashar seriam incendiados por publicar obras dos "escritores ateus".
Chowdhury apresentou um caso perante o Mohammadpur Thana, uma seção da Polícia Metropolitana de Daca, no entanto, ele foi apenas avisado "ter cuidado e não se mexer demais" e disse que Bangladesh não é um lugar adequado para publicar o tipo de livros que ele imprime. Ele não recebeu proteção. Depois de denunciar as ameaças à polícia, ele começou a receber ameaças de morte de chamadores desconhecidos em seu telefone celular e foi forçado a mudar seu número. Sua esposa - um escritor e blogueiro intimamente ligado a Shuddhashar - também começou a receber ameaças de morte por telefone. Como resultado, Chowdhury ficou extremamente preocupado com a segurança de sua esposa e suas duas jovens filhas.
De acordo com Chowdhury, em 26 de agosto de 2015, dois indivíduos desconhecidos foram aos escritórios de sua editora, pedindo informações sobre o escritório e detalhes de outras pessoas que visitaram Shuddhashar. O assistente de Chowdhury estava sozinho no escritório na época, e os homens alegadamente deixaram sem se identificar. Naquela época, o escritório recebia duas ou três telefonemas suspeitas por semana.
Dois meses depois, em 31 de outubro de 2015, um grupo de homens entrou no escritório de Shuddhashar em Daca. Testemunhas relataram que um dos assaltantes inicialmente afirmou querer comprar um livro, mas uma vez dentro declarou "Estamos aqui para matar Tutul". Eles atacaram ferozmente Chowdhury e outros dois escritores com machetes e armas, deixando Chowdhury em uma condição crítica e trancaram os homens feridos dentro do prédio do lado de fora. A polícia teve que abrir a fechadura para entrar e resgatar os homens, antes de transportá-los para o hospital.
No mesmo dia, os escritórios da Jagriti Publishing House, que também publicaram trabalhos de Avijit Roy, foram atacados e a editora Faisal Arefin Dipon foi morta.

## O exílio na Europa
Chowdhury foi hospitalizado em estado crítico. Ele fugiu com a família para o Nepal enquanto ainda estava sob tratamento e chegou à Skien, na Noruega, em fevereiro de 2016 através do programa de residência ICORN (International Cities of Refuge Network). Na Noruega, está estudando e pesquisando o surgimento do terrorismo em Bangladesh e em outros países subdesenvolvidos.

## Premiações pelo mundo
A Shuddhashar Publishing House recebeu o Prêmio Internacional Liberdade de Publicação de Jeri Laber de 2016. O prêmio, que é dado anualmente pelo Comitê Internacional de Libertação e Publicação da Associação dos Editores Americanos (IFTPC), foi reconhecido na Gala Literária PEN na noite de 16 de maio de 2016 no Museu de História Natural da cidade de Nova York. Na ocasião, Tutul disse: "O prêmio incentiva Shuddhashar a continuar a lutar pela liberdade de escrever e buscar a justiça para os escritores assassinados de Bangladesh".
Também em 2016, Chowdhury foi um dos cinco finalistas de 2016 do International Publishers Association - IPA Prix Voltaire.
No dia 13 de outubro de 2016, na Biblioteca Britânica, a ganhadora do Prêmio PEN Pinter de 2016, a romancista, poeta e ativista ambiental Margaret Atwood, escolheu o editor, escritor e ativista bengali Tutul como vencedor do Prêmio Internacional de Escritores da Coragem daquele ano. No seu discurso de aceitação para o Prêmio, destacou a atual campanha de violência contra os escritores de Bangladesh e sua esperança para o futuro. Ao receber o prêmio, Chowdhury disse: "Eu passei por um momento muito ruim. Muita frustração, dor e incerteza. Nessa hora, a decisão de Margaret Atwood de compartilhar sua conquista me inspirará e me dará forças para conquistar o caminho difícil que me espera". Atwood disse: "É uma grande honra poder compartilhar o prêmio PEN Pinter desta ano com Ahmedur Rashid Chowdhury / Tutul. Não só ele mostrou grande coragem pessoal diante da adversidade, mas também arriscou tudo para dar voz a muitos outros bengalis que estão ameaçados de serem silenciados, seja por violência ou ambivalência. Num momento em que muitos dos nossos colegas de Bangladesh estão a arriscar suas vidas, simplesmente colocando a caneta no papel, parece muito conveniente compartilhar esse prêmio com Tutul e destacar a situação que ele e seus colegas continuam a enfrentar".
Em 2017, ele deu uma apresentação "inspiradora" no Oslo Freedom Forum.